# Santiago Lopo
Santiago Lopo, né à Vigo (Pontevedra) le 2 mars 1974, est un écrivain, professeur et traducteur galicien. Il est professeur à Pontevedra.

## Biographie
Il a commencé sa carrière professionnelle comme traducteur de scénarios cinematographiques en anglais pour télévision. Actuellement il est professeur de français à l'Escola Oficial de Idiomas de Pontevedra. Depuis 2000 il collabore avec la revue Unión Libre, où il a publié divers articles et traductions.